# Tankmonument (Wiltz)

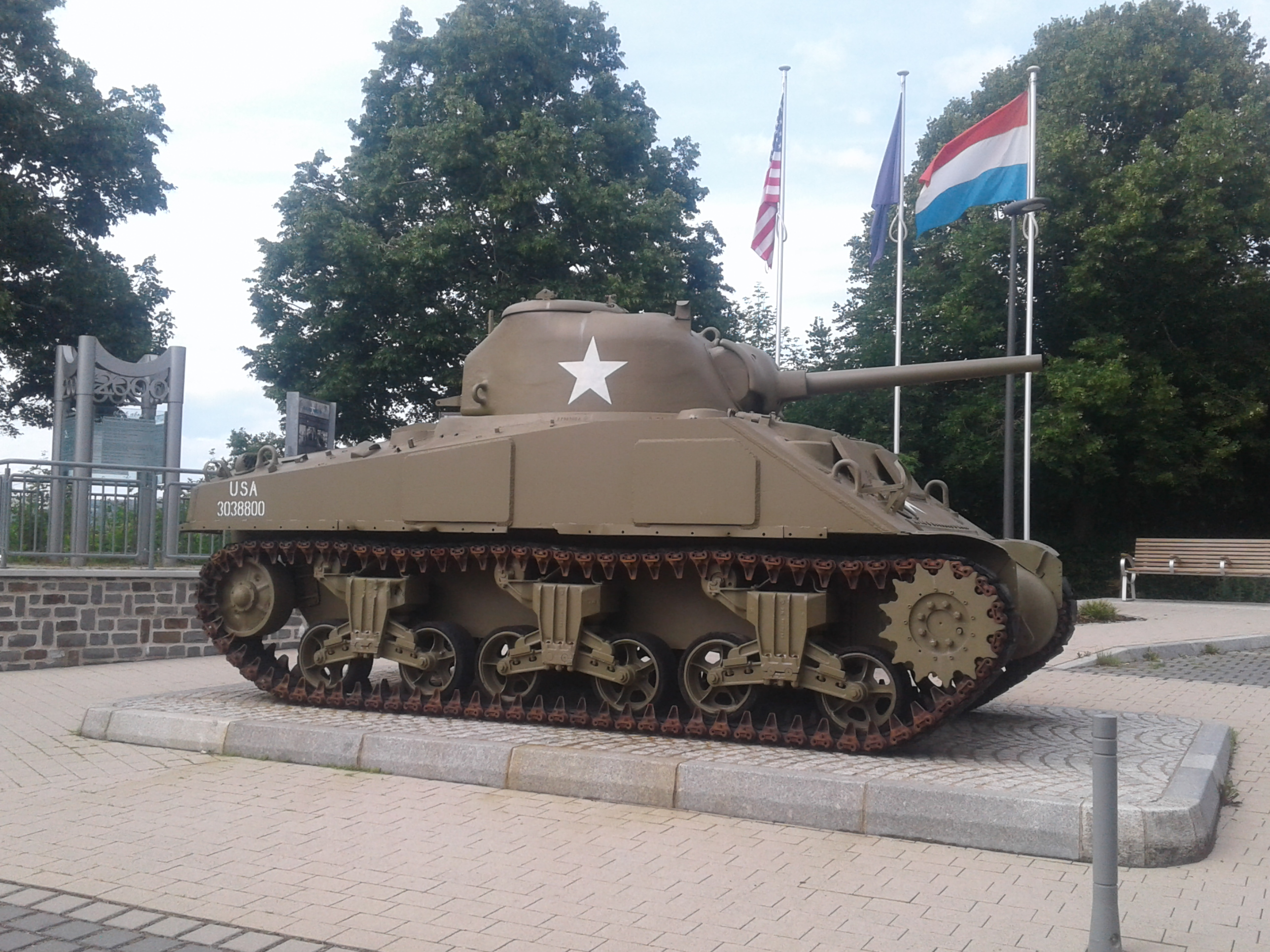
Het tankmonument in 2019

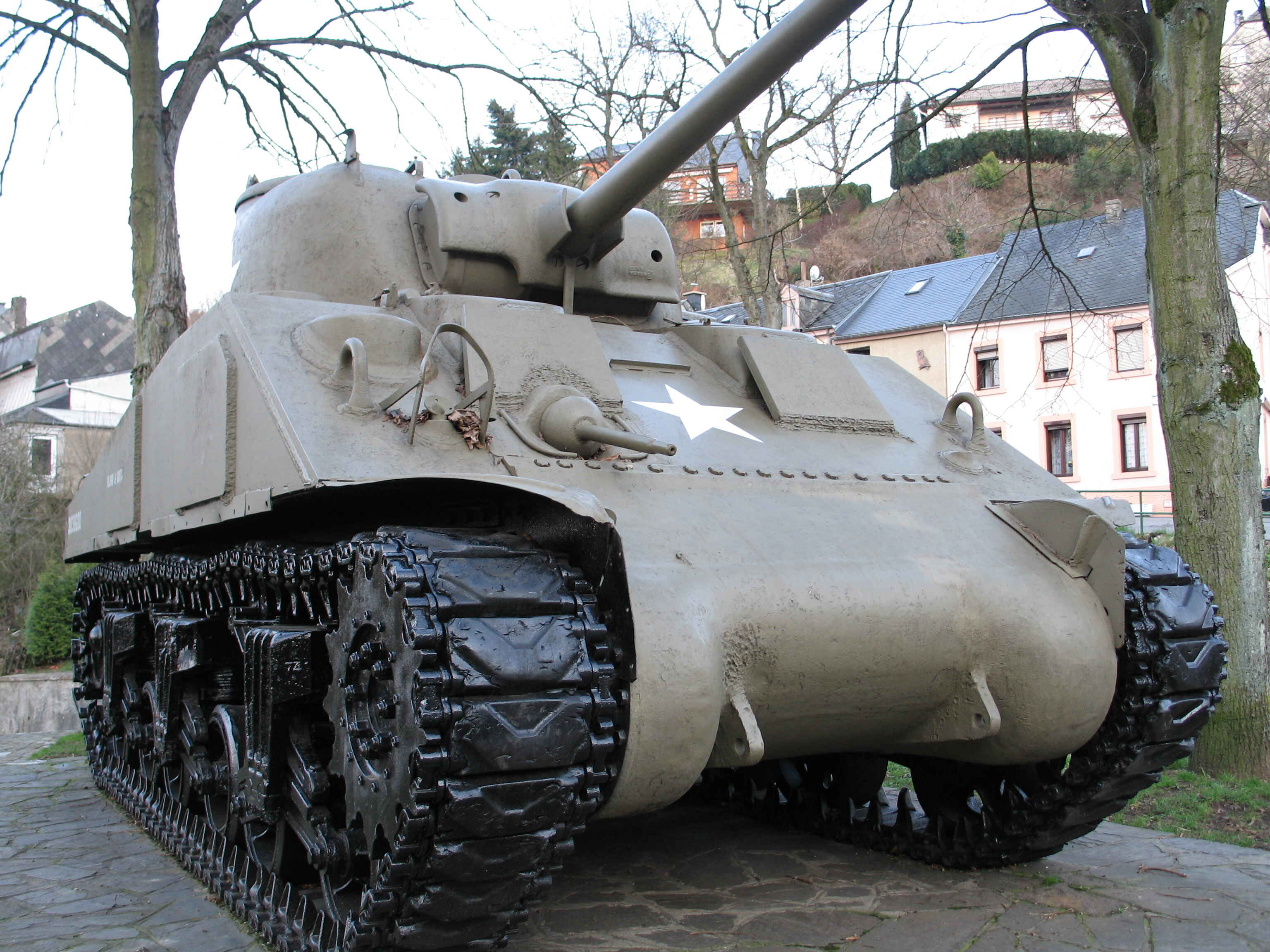
Het tankmonument in 2005

Het Tankmonument in Wiltz, in het Groothertogdom Luxemburg, werd in 1946 als herinnering aan de Tweede Wereldoorlog opgericht.

## Geschiedenis
De Amerikaanse M4 Sherman, die heden op een platform staat opgesteld, was in het Ardennenoffensief betrokken bij de Slag om Bastenaken. Door onoplettendheid van de bestuurder kwam de tank eind december 1944 in het naburige Erpeldange-sur-Sûre vast te zitten in een mestvaalt. Vluchtend voor de Duitse Wehrmacht, moest de bemanning het voertuig achterlaten.
Medio 1946 werd de tank, nadat Duitse krijgsgevangenen de muur rond de vaalt hadden verwijderd, met een vrachtwagenlier langzaam uit de mest getrokken. De motor van de Sherman was buiten werking, zodat meerdere vrachtwagens het voertuig naar Wiltz moesten slepen, waar het op de Place des Martyrs als tankmonument een aandenken aan de Slag bij Wiltz werd.
In 2014 werd de tank naar Bastenaken gebracht om in de Bastogne Barracks (Koninklijk Legermuseum) te worden gerestaureerd. Na terugkomst in Wiltz, in 2016, kreeg de M4 Sherman een nieuwe plek op het uitkijkpunt "Belle-Vue".